# روی موتا
روی توماس فائوستینو پینتو دا موتا (به پرتغالی: Rui Tomás Faustino Pinto da Mota؛ زادهٔ ۲۶ مارس ۱۹۷۹ در لیسبون، پرتغال) سرمربی فوتبال اهل پرتغال است که در حال حاضر هدایت باشگاه فوتبال لودوگورتس رازگراد در لیگ حرفه‌ای دسته اول فوتبال بلغارستان بر عهده دارد. 
وی بیشتر کریر خود را به عنوان دستیار ریکاردو سا پینتو گذرانده.

## افتخارات

### نوآ[۱]
- قهرمانی لیگ برتر فوتبال ارمنستان: ۲۰۲۴-۲۵
- قهرمانی جام استقلال ارمنستان: ۲۰۲۴-۲۵